# Agulhaška struja
Agulhaška struja je zapadna morska struja na području jugozapadnog Indijskog oceana. Teče uz isočnu obalu Afrike prema jugu (od oko 27°S do 40°S) i nosi pri tome ogromne količine topline i soli prema jugu.
Izvorište Agulhaške struje su Istočnomadagaskarska struja, Mozambička struja i dijelovi recirkulirane vode, čiji dio je i sama Agulhaška struja. Ova struja je snažno ovisna o topografiji morskog dna. Polazeći sjeverno od Port Elizabetha (južna Afrika), teče uz rub kontinentalne padine. Kad je potpuno oblikovana, struja nosi oko 65 milijuna m³/s = 65 Sverdrup (prema Stramma i Lutjeharms, 1997.)
Južno od Agulhaškog rta (južni vrh afričkog kontinenta) prodire još par stotina kilometara u Atlantik prije nego što se vrlo naglo okrene i kao Agulhaška povratna struja vraća ponovo u Indijski ocean do svog ishodišta, i kruženje se nastavlja. Uz obalu prodire do Rta dobre nade. Fizika ovog okretanja (retrofleksija) nije još dovoljno istražena. Razlozi se traže u međusobnom djelovanju nekih fizičkih zakona, u topografiji morskog dna, obalnoj liniji Afrike i polju vjetrova.
Na mjestu okretanja Agulhaška struja povremeno - u razmacima od oko 2-3 mjeseca - tvori vrtloge koji nastavljaju samostalno put prema južnom Atlantiku gdje ih preuzima (adverhira) srednje strujanje i odvodi ih na sjeverozapad. Ovi vrtlozi nose toplu i slanu vodu Indijskog oceana i time su dio globalnog termohalinskog kruženja. Ovi prstenovi spadaju među najsnažnije vrtloge svih svjetskih oceana.

## Poveznice
- Agulhaška struja  Arhivirana inačica izvorne stranice od 20. kolovoza 2011. (Wayback Machine) (engl.)